# Chrysso silva
Chrysso silva är en spindelart som beskrevs av Levi 1962. Chrysso silva ingår i släktet Chrysso och familjen klotspindlar.
Artens utbredningsområde är Panama. Inga underarter finns listade i Catalogue of Life.